# Ladići
Ladići (en italien : Ladici) est une localité de Croatie située en Istrie, dans la municipalité de Kanfanar, dans le comitat d'Istrie. En 2001, la localité comptait 40 habitants.

## Démographie
| 1948 | 1953 | 1961 | 1971 | 1981 | 1991 | 2001 |
| ---- | ---- | ---- | ---- | ---- | ---- | ---- |
| 76   | 72   | 61   | 56   | 53   | 44   | 40   |